# Список суперечностей та скандалів, пов'язаних із Вікіпедією

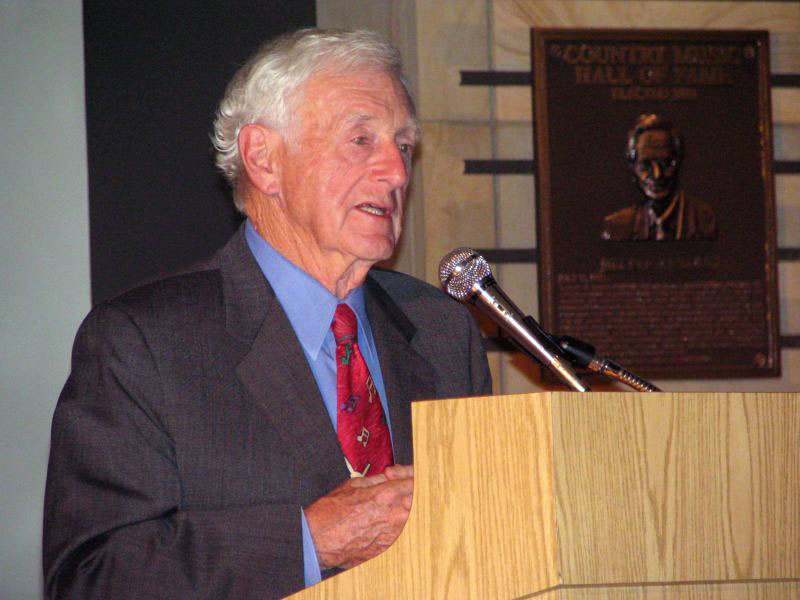
Джон Сайгенталер, відомий американський журналіст, який у травні 2005 року став об'єктом дискредитаційної статті-фальсифікації у Вікіпедії, що підняло питання щодо надійності Вікіпедії та інших вебсайтів із вмістом, який створюють користувачі.

З моменту запуску Вікіпедії в січні 2001 року із нею трапилися деякі суперечності та скандали. Відкритість Вікіпедії, у якій будь-хто може редагувати більшість статей, призвела до занепокоєності щодо якості тексту, обсягів вандалізму, достовірності та точності інформації. Засоби масової інформації робили публікації щодо ряду суперечностей та скандалів, пов'язаних із Вікіпедією або її материнською організацією — Фондом Вікімедіа. Зазвичай такими випадками були статті із неправдивою інформацією, редагування від публічних осіб та компаній у яких були серйозні конфлікти інтересів, оплачувані редагування та серйозні суперечки між редакторами Вікіпедії та публічними особами.
Інцидент з біографією Джона Сайгенталера призвів до критики надійності Вікіпедії зі сторони ЗМІ. Цей інцидент розпочався в травні 2005 року з публікації анонімним користувачем статті-фальсифікації у Вікіпедії, із хибними та негативними звинуваченнями про Джона Сайгенталера, відомого американського журналіста. У березні 2007 року Вікіпедія знову стала предметом уваги засобів масової інформації у зв'язку із скандалом пов'язаним із користувачем Essjay. Скандал полягав у тому, що редактор та адміністратор англійської Вікіпедії стверджував, що він професор релігії в приватному університеті та має ступінь доктора теології та ступінь із канонічного права, хоча насправді він був 24-річним хлопцем, який не мав вищої освіти.
Серед скандалів 2012 року був скандал пов'язаний із платними консультаціями для уряду Гібралтару від Роджера Бамкіна, члена правління [Wikimedia UK]], який підкреслив вразливість Вікіпедії від потенційних конфліктів інтересів. Наявність недостовірної та неправдивої інформації, а також стабільно ворожий клімат у середовищі редакторів призвели до зниження кількості редакторів. Ще один скандал виник у 2013 році, коли розслідування редакторами Вікіпедії встановило, що компанія «Wiki-PR» редагувала Вікіпедію на замовлення, використовуючи «армію» облікових записів-«ляльок», яка складалась із приблизно 45 редакторів та адміністраторів Вікіпедії. У 2015 році ще одне розслідування проведене редакторами Вікіпедії встановило, що підприємства та знаменитості піддавались шантажу, пов'язаному із їхніми статтями у Вікіпедії, зі сторони скоординованої групи шахраїв, які знов-таки використовували сотні облікових записів-«ляльок». Суперечки та скандали пов'язані із Вікіпедією та Фондом Вікімедіа стали предметом кількох наукових робіт. Цей список є переліком найрезонансніших випадків.

## Огляд
Характер суперечностей та скандалів у Вікіпедії був проаналізований багатьма вченими. Наприклад, соціолог Говард Рейнгольд каже, що «суперечки та скандали пов'язані із Вікіпедією показали еволюцію соціальних механізмів у спільноті Вікіпедії»; дослідження політизації соціально-технічних практик показало, що вікіпедійні «суперечки … стають повномасштабними, коли їх рекламують поза сторінкою, на якій відбувається обговорення»; навіть є один коледж, який використовує Вікіпедію як інструмент навчальної програми, оскільки «останні суперечки, пов'язані з Вікіпедією [використовуються] як основа для обговорення етики та упередженості».
Більшість наведених нижче випадків можна виділити в декілька основних груп: конфлікти між редакторами, конфлікти інтересів редакторів, неправдива інформація у Вікіпедії, суперечливий вміст, плагіат із Вікіпедії, судові справи або інші юридичні дії проти Вікімедії, зловживання або вкрай неетичні дії редакторів.

## Обмеження редагування
Попри те, що Вікіпедія позиціюється як енциклопедія «яку може редагувати кожен», існує технічна можливість обмежувати редагування статей на спірні теми через «війни редагувань» або вандалізм. Через критику проти обмеження можливості редагування для мінімізації шкідливого редагування таких сторінок, у Вікіпедії також був запроваджений механізм «редагувань в очікуванні», який відкрив суперечливі статті для редагування. Цей механізм полягає в тому що в деяких спірних статтях зміни не вступлять в силу, доки їх не перевірить адміністратор або досвідчений редактор.

## 2002 рік

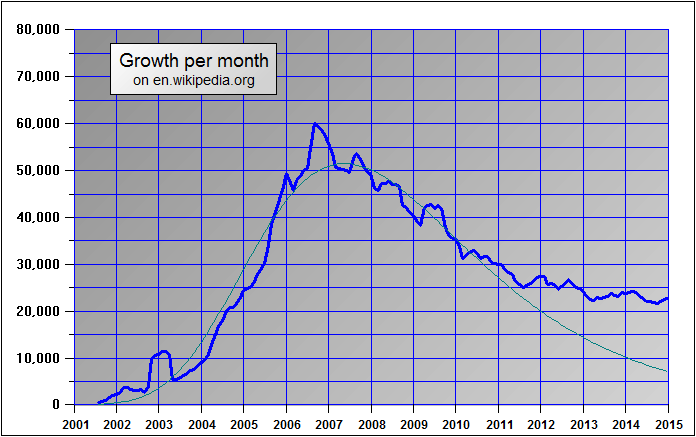
«Стрибок Rambot'а» в кінці 2002 та на початку 2003 року.

- лютий 2002 — наприкінці лютого 2002 року спільнота Іспанської Вікіпедії вирішила відокремитись («форкнутися») від Вікіпедії через протест проти планів співзасновників проєкту Джиммі Вейлза та Ларрі Сенгера щодо початку продажу реклами на сайтах Вікіпедії.[16] Сервери паралельного проєкту, створеного волонтером Едгаром Енейді, розміщувались в Севільському університеті. Він отримав назву «Універсальна вільна енциклопедія іспанською» (ісп. Enciclopedia Libre Universal en Español).[17] Більшість іспанських редакторів перейшли до нового проєкту разом із Енейді, створивши понад 10 000 статей за рік. В результаті, Іспанська Вікіпедія була практично неактивною до середини 2003 року.[17] Починаючи з цього інциденту, питання реклами стало чутливою темою у Вікіпедії.[17] В інтерв'ю американському журналу «Wired» у січні 2011 року Джиммі Вейлз категорично заперечив що підтримував плани щодо реклами,[18] що створило публічну суперечку із Сенгером.[19] «Припущення про те, що я вимагав запровадження реклами і що Джиммі Вейлз був проти неї, це, я боюся, ще одна брехня від Вейлза» написав Сенгер.[19] Ще в 2006 році Вейлз відмовився заперечувати, що у Вікіпедії коли-небудь буде реклама. У січні того ж року він сказав журналісту з «ClickZ», що «постає питання про те, чи зможемо ми краще виконувати нашу благодійну місію маючи додаткові гроші [від реклами]. Ми ніколи не говорили, що у Вікіпедії абсолютно ніколи не буде реклами.»[20]
- жовтень 2002 — редактор Англійської Вікіпедії Дерек Ремсі збільшив кількість статей в ній приблизно на 40 % створивши бота під назвою «Rambot», який згенерував 33 832 статті-заготовки в період з 19 до 25 жовтня 2002. Цим ботом були створені статті про кожен відсутній у Вікіпедії округ, місто, містечко та село в США, на основі загальнодоступної інформації з перепису населення США 2000 року.[21] В книжці «Революція Вікіпедії» (англ. The Wikipedia Revolution) Ендрю Лі назвав це «найсуперечливішим кроком в історії Вікіпедії».[21]

## 2005 рік
- вересень 2005
  - Інцидент з біографією Джона Сайгенталера[2] був низкою подій, які розпочалися в травні 2005 року, коли анонімний редактор опублікував у Вікіпедії статтю-фальсифікацію про Джона Сайгенталера, відомого американського журналіста. У статті було неправдиво сказано, що Сайгенталер був підозрюваним у вбивствах президента США Джона Кеннеді та генерального прокурора Роберта Ф. Кеннеді. Крім того, у статті помилково зазначалося що Сайгенталер прожив у Радянському Союзі 13 років, починаючи з 1971 року. Сайгенталер, який був другом і помічником Роберта Кеннеді, охарактеризував статтю у Вікіпедії про нього як «вбивство персонажу в Інтернеті».[22] Автор статті, Браян Чейз, який намагався обдурити колегу за допомогою розіграшу, був ідентифікований критиком Вікіпедії Деніелом Брандтом та репортерами «New York Times».[23] Фальсифікацію було видалено з Вікіпедії на початку жовтня 2005 року (хоча неправдиві відомості зберігалися на Answers.com та Reference.com ще три тижні), після чого Сайгенталер написав про цю історію до видання «USA Today».[22][24]

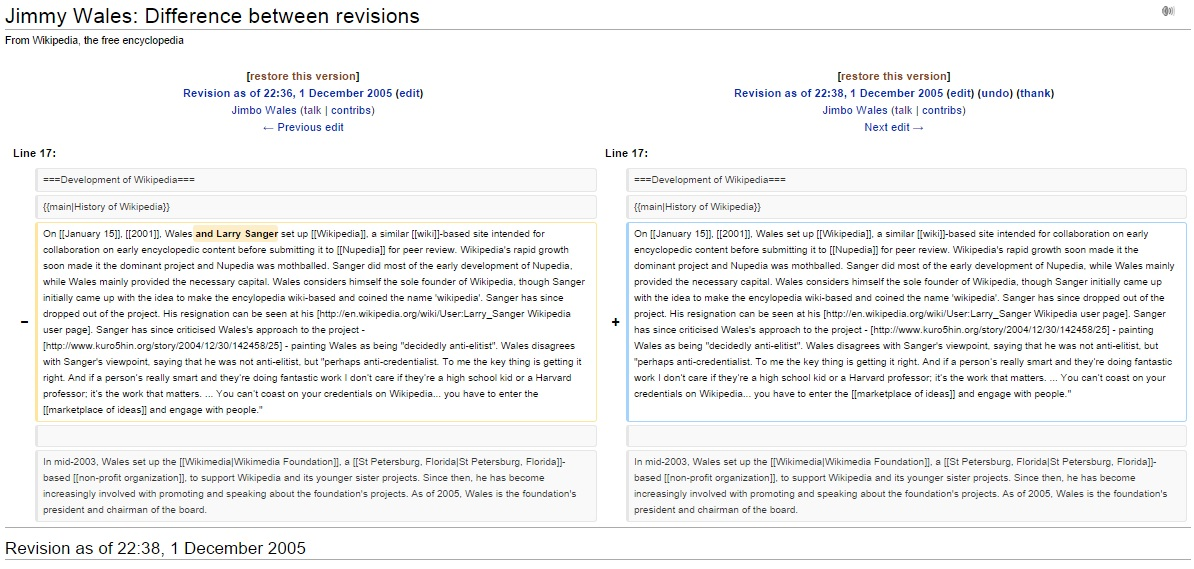
Автобіографічні редагування Джиммі Вейлза спричинили критику в грудні 2005 року.

  - Автобіографічні редагування Джиммі Вейлза спричинили критику в грудні 2005 року.Професійний індексатор книг Даніель Брандт запустив вебсайт із критикою Вікіпедії, wikipedia-watch.org,[23] як реакцію на його неприємний досвід намагаючись видалити його біографію із Вікіпедії.[25]
- листопад/грудень 2005 — IP-адресу, що належала Палаті представників Сполучених Штатів, було заблоковано у Вікіпедії через велику кількість редагувань, які містили «навмисну спробу зруйнувати довіру до енциклопедії».[26] За інформацією CBS News[en], ці редагування включали зміни до статті у Вікіпедії про Марті Міхана, які надавали їй позитивніший тон.[27] Редагування цієї статті спонукало колишнього директора Офісу урядової етики США[en] заявити, що «таке використання сайту, а також той факт, що були здійснені редагування матеріалу про одну людину, є безумовно неправильним і повинно, як мінімум, мати наслідком дисциплінарні стягнення».[26]
- грудень 2005 — з'ясувалося, що співзасновник Вікіпедії Джиммі Вейлз редагував власну статтю у Вікіпедії. Відповідно до публічних журналів, він здійснив 18 редагувань до своєї біографії, сім з яких були змінами інформації про те, чи був Ларрі Сенгер співзасновником Вікіпедії. Також було виявлено, що Вейлз редагував статтю у Вікіпедії про своє колишнє місце роботи — компанію Боміс. Розділ вебсайту Боміс, «Bomis Babes», в статті був охарактеризований як «легка порнографія», але Вейлз змінив це на «розділ вмісту для дорослих» і видалив згадки про порнографію. Він сказав, що виправив помилку, і не погодився з тим, що «Bomis Babes» називають «легкою порнографією». Вейлз визнав, що він здійснив редагування, але стверджував, що це є технічними виправленнями.[28][29]

## 2006 рік
- лютий 2006 — в Польській Вікіпедії було виявлено статтю-фальсифікацію про Генрика Батуту, повністю вигадану людину. В статті розповідалось що він був польським комуністом-революціонером та другом Ернеста Хемінгуея. Стаття проіснувала протягом 15 місяців і на неї посилалися сімнадцять інших статей, допоки обман не був розкритий.[30][31] Ця стаття-фальсифікація була написана групою редакторів Польської Вікіпедії, яка називала себе «армією Батути». Один із членів цієї групи, який називав себе «Мареком», розповів газеті «The Observer», що вони створили цю статтю-фальсифікацію, щоб звернути увагу на нині існуюче використання імен радянських чиновників в назвах вулиць та інших громадських територій у Польщі. Марек заявив, що «багато з цих людей були зрадниками та вбивцями, які не заслуговують такої честі».[30]
- березень 2006 — критик Вікіпедії Деніел Брандт виявив 142 випадки плагіату у статтях Вікіпедії.[32] Брандт після свого відкриття заявив «Associated Press», що «Вони позиціюють це як енциклопедію. Вони стверджують, що вона майже така сама добра, як „Британніка“. Вони намагаються зробити так, щоб їх поважали.»[33]
- початок-середина 2006 — ЗМІ заявили про розкриття серії редагувань Вікіпедії здійснених працівниками Конгресу США. Більшість цих редагувань являли собою спроби відбілити біографічні статті про деяких політиків, зокрема прибираючи неприємну інформацію (наприклад агресивні заяви політиків чи їх невиконані передвиборчі обіцянки), додаючи схвальну інформацію і відгуки, або ж взагалі повністю чи частково замінюючи текст статті на офіційні біографії. Були згадані редагування від помічників принаймні п'яти політиків: Марті Міхана, Норма Коулмана, Конрада Бернса, Джо Байдена та Гіл Гуткнехт.[34] В окремому, але подібному інциденті Мортон Брілліант, менеджер виборчої кампанії Кеті Кокс, подав у відставку після того, як було виявлено, що він додав негативні твердження до статей у Вікіпедії про політичних опонентів.[35]
- липень 2006 — компанія «MyWikiBiz» була заснована Грегорі Кос та його сестрою для надання платних послуг із редагування у Вікіпедії.[36] Незважаючи на те, що Кос після деяких досліджень дійшов висновку, що не існує політики Вікіпедії, яка б забороняла таку діяльність, його обліковий запис у Вікіпедії було заблоковано незабаром після публікації в серпні прес-релізу, який оголосив про створення компанії. Незабаром було розроблено чітку політику Вікіпедії для регулювання видів діяльності, якими займалась «MyWikiBiz». Джиммі Вейлз відстоював це рішення разом із довічним блокуванням Коса у Вікіпедії, навіть коли він визнав, що постійно відбуваються приховані платні редагування, кажучи, що «одна справа визнати, що це завжди буде відбуватись, але інша справа сказати, „запрошуємо вас робити це“.»[37][38]

## 2007 рік
- січень 2007
  - В січні 2007 року редактори Англійської Вікіпедії з Катару протягом короткого часу не могли редагувати, оскільки адміністратор після серії вандальних редагувань із цієї країни заблокував IP-адресу, з якої вони надходили, не усвідомлюючи, що весь інтернет-трафік країни проходить через цю єдину IP-адресу.[39] Сайти TechCrunch та Slashdot повідомили, що Вікіпедія заблокована в усьому Катарі, що було негайно спростовано співзасновником Вікіпедії Джиммі Вейлзом.[40]
  - Було виявлено, що Microsoft заплатила програмісту Ріку Джелліффу за редагування статей Вікіпедії про продукцію Microsoft.[41] Наприклад, Microsoft заплатила Джелліффу за редагування статті про Office Open XML.[42] Речник Microsoft пояснив — компанія вважала, що редагування від працівників IBM, конкурента Microsoft, зробили ці статті сильно упередженими і що додання незалежним редактором матеріалів зробить статті більш нейтральними.[43]
- лютий 2007
  - 13 лютого 2007 року американський професійний гольфіст Фаззі Зойлер подав до суду на компанію «Josef Silny & Associates». У позові стверджувалося, що наклепницькі заяви були внесені до статті Вікіпедії про Зойлера у грудні 2006 року особою, яка користувалась комп'ютером розташованим в офісі цієї фірмі.[44][45]
  - Барбара Бауер, літературна агентка, подала позов до Фонду Вікімедіа, який є материнською організацією Вікіпедії та приймає пожертви на Вікіпедію, за наклеп і заподіяння шкоди її компанії, Літературному агентству Барбари Бауер (англ. Barbara Bauer Literary Agency).[46] Під час судової справи Бауер стверджувала, що інформація у Вікіпедії, що критикує її здібності як літературного агента, заподіяла її компанії шкоду. «Electronic Frontier Foundation» захищала Вікіпедію в цьому судовому процесі.[47] Справу було припинено суддею в липні 2008 року.[48]
  - Танер Акчам, турецький академік, який одним із перших серед турецьких науковців визнав і почав відкрито обговорювати геноцид вірмен, був затриманий в Канаді в аеропорту Монреаля на майже чотири години.[49] Він збирався прочитати лекцію на запрошення Університету Конкордія та юридичного факультету Університету Макгілла. Розповідаючи про своє затримання, Танер Акчам сказав, що канадські правоохоронці посилалася на неточну версію його біографії у Вікіпедії від 24 грудня 2006 року, яка називала його терористом.[49]

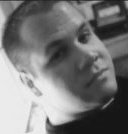
Адміністратор Англійської Вікіпедії Essjay, чиї твердження щодо його особистості та регалій були предметом розслідування журналу The New Yorker в 2007 році.

- березень 2007 — виник Скандал з Essjay, коли журнал «The New Yorker» опублікував рідкісну передову статтю, в якій було сказано, що видатний редактор та адміністратор Англійської Вікіпедії відомий як Essjay, у якого вони взяли інтерв'ю та описали в статті в липні 2006 року як «професора релігії в приватному університеті», який начебто мав «ступінь доктора богослов'я та ступінь канонічного права», насправді виявився 24-річним хлопцем без вищої освіти.[3][4][50] Essjay вигадав абсолютно хибну особистість для своєї участі у Вікіпедії.[3][4][50] Однак у січні 2007 року Essjay став співробітником Вікіа і розголосив своє справжнє ім'я — Раян Джордан. Це помітив Даніель Брандт із Wikipedia Watch, який повідомив про справжню особистість Essjay до «The New Yorker».[3][51] Джордан обіймав довірені волонтерські посади у Вікіпедії, відомі як «адміністратор», «бюрократ», «чек'юзер», «арбітр» та «посередник».[3] Коментуючи цей скандал, Джиммі Вейлз заявив, що він розглядає вигадану особистість Essjay як псевдонім, і що з цим насправді не виникає проблем: «Essjay завжди був і досі є фантастичним редактором і надійним членом спільноти».[3] Інцидент спричинив широкі дискусії у спільноті Вікіпедії, внаслідок яких співзасновник Вікіпедії Ларрі Сангер посперечався із Вейлзом: «Джиммі, називати себе професором, коли насправді ним не є, це не „псевдонім“, це шахрайство, і повне питання полягає не в тому, чому ви призначили Essjay до Арбітражного комітету, а в тому, чому ви проігнорували очевидні на 2008 рік наслідки того факту, що він шахрайським чином прикинувся професором, ігноруючи ці наслідки настільки щоб дати йому роботу та призначити його до Арбітражного комітету?»[3] В результаті суперечки Вейлз врешті запропонував Essjay відмовитися від своїх розширених прав у Вікіпедії, що він і зробив; Джордан також залишив роботу у Вікії.[51]

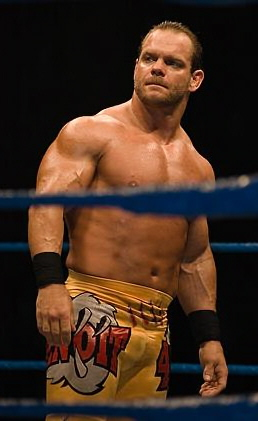
Канадський реслер Кріс Бенуа.

- червень 2007 — до статті у Вікіпедії про канадського реслера Кріса Бенуа було додане твердження про смерть Ненсі Бенуа, його дружини, за чотирнадцять годин до того як поліція знайшла тіла родини Бенуа в їхньому будинку. Про це, на перший погляд, передбачення майбутнього було повідомлено у Вікіновинах, а пізніше і на каналі Fox News Channel. У статті було написано: «Кріса Бенуа на Чемпіонату світу ECW у Vengeance замінив Джонні Нітро, оскільки Бенуа не зміг бути присутнім через особисті проблеми, що були наслідком смерті його дружини Ненсі». Фразу «що були наслідком смерті його дружини Ненсі» було додано о 0:01 25 червня за північноамериканським східним часом,[52] тоді як поліція округу Файєтт знайшла тіла родини Бенуа о 14:30, теж за північноамериканським східним часом, тобто на 14 годин та 29 хвилин пізніше. IP-адресу редактора було визначено як таку, що походить із міста Стемфорд у штаті Коннектикут. В цьому місті знаходиться штаб-квартира World Wrestling Entertainment.[53] Після публікації новин про передбачення смерті родини Бенуа, на Вікіновинах був анонімно опублікований постер, в якому пояснювалось що це редагування є «нічим іншим як величезним збігом».[54][55]
- серпень 2007 — стало відомо що Вірджил Гріффіт, студент Каліфорнійського технологічного інституту за спеціальностями комп'ютерні науки та нейронні мережі, створив базу даних, яка пов'язувала анонімні редагування у Вікіпедії із певними компаніями та організаціями, із яких ці редагування були зроблені. В базі даних поєднувались публічні журнали редагувань у Вікіпедії із публічно доступними списками належності IP-адрес.[56] Гріффіта на цю розробку надихнула серія редагувань Вікіпедії здійснених працівниками Конгресу США. Він хотів дізнатися чи є інші організації які так само просувають себе у Вікіпедії. Особливо він був зацікавлений у знаходженні скандалів, особливо пов'язаних із великими та контроверсійними корпораціями. Він сказав що він хотів «створити невеличкі PR-проблеми для компаній та організацій, які мені не подобаються [та] побачити чим займаються „цікаві“ організації (до яких я нейтральний)».[57] Він також хотів надати читачам Вікіпедії інструмент для перевірки достовірності редагувань[56] та дозволити автоматичне індексування редагувань.[58] Більшість редагувань у його «Вікісканері» були незначними або несуперечливими,[56] але інструмент знайшов також і деякі дуже контроверсійні та неприємні випадки редагувань із наявним конфліктом інтересів.[59] Такі випадки отримали увагу ЗМІ по всьому світу. Серед звинувачених у здійсненні редагувань із конфліктом інтересів були Ватикан,[60][61] Центральне розвідувальне управління,[56][61] Федеральне бюро розслідувань,[57] Комітет парламентської кампанії Демократичної партії США,[61][62] Республіканська партія США,[58][62] Лейбористська партія Великої Британії,[62] Консервативна партія Великої Британії,[58] Уряд Канади,[63] Міністерство промисловості Канади,[64] Департамент Прем'єр-міністра Австралії та Кабінет міністрів Австралії,[65][66][67][68][69] Організація Об'єднаних Націй,[70] Сенат США,[71] Міністерство національної безпеки США,[72] Управління з охорони довкілля США,[72] сенатор від Монтани Конрад Бернс,[56] губернатор Огайо Боб Тафт,[73] Принц Фрізо Оранско-Нассауський та його дружина Мабель Нідерландська,[74][75] Уряд Ізраїлю,[76] Exxon Mobil,[77] Walmart,[56][77] AstraZeneca, Diebold,[56][58][62] Dow Chemical,[58] Disney,[63] Dell,[77] Anheuser-Busch,[78] Nestlé,[58] Pepsi, Boeing,[58] Sony Computer Entertainment,[79] Electronic Arts,[80] SCO Group,[78] MySpace,[58] Pfizer,[72] Raytheon,[72] DuPont,[81] Англіканська церква та Католицька церква,[58] Церква саєнтології,[58][63] Amnesty International,[58] Discovery Channel,[58] Fox News,[62][82] CBS, The Washington Post, Національна стрілецька асоціація,[58] Al Jazeera,[72] та Університет штату Огайо.[73] Попри те, що IP-адреси редагувань збігались із загальновідомими адресами компаній та організацій, не було доказів того, що редагування робились саме членами цих організацій або працівниками цих компаній, тільки те, що це було зроблено з їх мережі.[61] Речниця Вікімедії позитивно відгукнулась про «Вікісканер», зазначивши, що він допомагає уникати впливу конфліктів інтересів на зміст статей,[57] а також підвищує прозорість[61] та запобігає спробам прибрати або викривити значимі факти.[58] В 2008 році Гріффіт випустив оновлену версію «Вікісканеру», яку назвав «WikiWatcher», яка почала використовувати поширену серед зареєстрованих редакторів помилку, коли вони роблять редагування забувши увійти у свій обліковий запис, чим розкривають свою IP-адресу та, як наслідок, свою приналежність.[83] Станом на березень 2012 року сайт «Вікісканеру» все ще працював, але сам інструмент вже не ні.[84]
- грудень 2007 — стало відомо, що Фонд Вікімедіа найняв Керолін Доран на посаду головного виконавчого директора не провівши належної перевірки її особистості. Виявилося, що вона мала судимості у трьох штатах: за крадіжку, за водіння в нетверезому стані та за втечу з місця ДТП.[85][86] За твердженням новинного сайту The Register, Доран залишила свою посаду після ще одного арешту за водіння в нетверезому стані. Юрист Фонду Вікімедіа Майк Ґодвін заявив: «Ми ніколи не мали жодного документального підтвердження судимості Керолін Доран. Мені це [судимість] не було відомо. В наших документах нема будь-яких свідчень такого.»[87] Інформаційне агентство Associated Press також повідомило, що Доран поранила свого хлопця «пострілом в груди».[88]

## 2008 рік

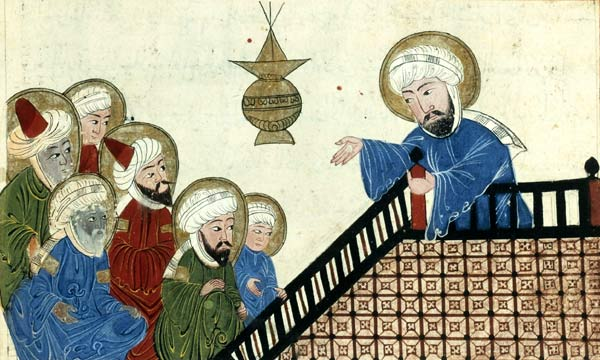
Копія, датована 17-им століттям, перського рукописного зображення Магомета, який забороняє Насі, одне із зображень Магомета, яке викликало заперечення.

- лютий 2008 — група мусульман започаткувала онлайн-петицію з вимогою видалити з Вікіпедії зображення пророка Магомета, оскільки деякі послідовники ісламу вважають, що подібні зображення порушують заповіти релігії.[89] Протестуючі також організували електронну кампанію для тиску на Англійську Вікіпедію, щоб змусити її видалити ці зображення.[90] За декілька днів петиція набрала близько 100 000 підписів, і стаття була обмежена для редагування незареєстрованими користувачами. Джей Волш, речник Фонду Вікімедіа, заявив виданню InformationWeek, що «Відсутність цензури є важливим принципом спільноти користувачів та спільноти редакторів», а Матіас Шіндлер з організації Вікімедіа Німеччина, у відповідь на спроби змусити Німецьку Вікіпедію прибрати зображення, заявив, що «Вікіпедія — це енциклопедія, а не місце для міжмусульманської дискусії».[91]
- березень 2008 — колишній співробітник Фонду Вікімедіа Денні Вул звинуватив Джиммі Вейлза у зловживанні коштами фонду для власного відпочинку у відпустках. Вул також заявив, що у Вейлза забрали кредитну карту Фонду Вікімедіа, серед іншого через його марнотратство, що сам Вейлз заперечував.[92] Флоренція Девуар, на той момент голова Фонду Вікімедіа, та колишній тимчасовий виконавчий директор фонду Бред Патрік заперечили будь-які неправильні дії з боку Вейлза чи фонду, сказавши, що Вейлз відзвітувався за всі свої витрати і що за речі, на які він не мав чеків, він оплачував з власної кишені. В приватному інтерв'ю Девуар докоряла Вейлзу за те, що він «постійно намагається переписати минуле».[93]
- травень 2008 — тривала суперечка між членами Церкви Саєнтології та редакторами Вікіпедії дійшла до Арбітражного комітету Англійської Вікіпедії. Членів церкви звинувачували в спробі в інтересах церкви змістити статті з нейтральної точки зору, а інших редакторів звинувачували в протилежному. Арбітражний комітет одноголосно проголосував за блокування всіх редагувань з IP-адрес, пов'язаних із церквою. Також були заблоковані декілька критиків саєнтології.[94]
- червень 2008
  - У 2007 році Джим Прентіс, тодішній член Парламенту Канади від округу Калгарі Центр-Північ та міністр промисловості Канади, висунув проєкт закону про захист авторських прав, який багато хто порівнював із американським DMCA.[95] Цей законопроєкт був суперечливим і Прентіс відкликав його у грудні 2007 року.[96] До червня 2008 року в канадській пресі було багато припущень про те, що Прентіс замінить Стівена Гарпера на посаді Прем'єр-міністра Канади.[97] Майкл Гайст, професор інтернетного права Університету Оттави, виявив, що в кінці травня до статті Вікіпедії про Прентіса була здійснена серія редагувань з IP-адреси Міністерства промисловості Канади, яким керував сам Прентіс. Ці редагування прибрали критику законопроєкту Прентіса про авторське право та додали загальні схвальні твердження про міністра[98] Гайст оголосив про знайдені ним редагування у своєму блозі.[95][97].
  - Австралійська преса заявила, що американська юридична фірма «Cadwalader, Wickersham & Taft» погрожувала Фонду Вікімедіа від імені Соломона Трухільйо, тодішнього виконавчого директора австралійської телекомунікаційної компанії Telstra[99]. Лист, як повідомлялось, містив таке: «Якщо Вікіпедія та Вікімедія не видалять неприйнятні твердження до вказаного часу (19:00 7 березня) і не вживуть необхідних заходів для блокування їх повторного введення, пан Трухільо має намір подати судовий позов …»[100] і, як повідомлялось, вимагав заблокувати редактора, відповідального за матеріали, що містять наклеп[99]. Джиммі Вейлз заперечив, що така погроза була отримана, заявивши: «Сумно бачити, що ЗМІ є настільки безвідповідальними, що можуть припускати, що Вікіпедія злякається листа від кількох адвокатів, які заперечують проти виправданої критики. Ще сумніше бачити, що пан Трухільо був звинувачений безвідповідальними ЗМІ в тому, чого він не робив»[101].
- серпень 2008 — республіканський сенатор і на той момент кандидат в Президенти США Джон Маккейн був звинувачений у плагіаті з Вікіпедії деяких елементів промови, яку він виголосив про Грузію. Видання Congressional Quarterly встановило, що промова Маккейна містила два уривки, які були суттєво ідентичними уривкам зі статті у Вікіпедії про країну і що третій уривок «мав вражаючу схожість»[102]. Промова Маккейна була написана спічрайтерами, а не самим кандидатом. Після оприлюднення заяви виданням «Congressional Quarterly», помічники Маккейна оприлюднили власну заяву, яка містила: «є небагато способів констатувати основні історичні факти та дати, тому будь-які подібності з Вікіпедією були лише випадковими»[103].
- грудень 2008
  - На початку грудня 2008 «Internet Watch Foundation» додала сторінку Вікіпедії про музичний альбом «Virgin Killer» до чорного списку онлайн-матеріалів, які потенційно незаконні у Великій Британії, оскільки він містить зображення оголеної дівчинки[104]. Цього чорного списку дотримуються 95 % британських інтернет-провайдерів. Цей випадок в результаті залишив більшість жителів Великої Британії без можливості редагувати жодну сторінку Вікіпедії[105]. Фонд Вікімедіа висловився проти внесення статті до чорного списку, хоча, як тоді заявляв IWF, «зображення, про яке йде мова, потенційно є порушенням Закону про захист дітей від 1978 року», але IWF, в якості «безпрецедентного» кроку, погодився видалити статтю зі свого чорного списку[106].
  - Професор Т. Міллс Келлі провів в Університеті Джорджа Мейсона навчальний проєкт на тему «Брехня про минуле», в рамках якого у Вікіпедії була створена стаття-фальсифікація про Едварда Оуенса, який, як стверджувалось, був рибалкою на устриць в середині 19-го сторіччя і який став піратом в бухті Чесапік. Цей обман було виявлено лише коли ЗМІ почали повідомляти про історію Едварда Оуенса як про історичний факт[107][108].

## 2009 рік
- лютий 2009 — митець Скотт Кілделл та його співавтор Натаніел Стерн створили «Wikipedia Art»[109] художній перформанс у вигляді статті у Вікіпедії. Редактори сайту швидко дійшли висновку, що цей перформанс порушує правила Вікіпедії, і вирішили видалити його через 15 годин після того, як він був розміщений на сайті. Через місяць Кілдалл і Стерн отримали листа від юридичної фірми, яка представляла інтереси Фонд Вікімедіа, в якому стверджувалось, що доменне ім'я wikipediaart.org порушило торгову Фонду Вікімедіа.[110] Цей скандал широко висвітлювався у ЗМІ.[111] Згодом після цього «Wikipedia Art» було включено до інтернет-павільйону Венеціанської бієнале у 2009 році.[112] Витвір також з'явився в доопрацьованій формі на фестивалі Transmediale в Берліні у 2011 році.[113]
- березень 2009 — через декілька годин після смерті французького композитора Моріса Жарра, ірландський студент Шейн Фіцджеральд додав до статті у Вікіпедії про Джарра фальшиву цитату, нібито сказану самим Джарром. У цитаті було сказано: «Можна сказати, що моє життя саме по собі було одним довгим саундтреком. Музика була моїм життям, музика оживила мене, і музика — це те, як я запам'ятаюсь надовго після того, як я покину це життя. Коли я помру, у моїй голові буде лунати фінальний вальс, який почую лише я».[114] Цитата була швидко поширена журналістами та включена до численних некрологів Джарру, опублікованих у газетах по всьому світу,[115] включаючи «The Guardian» та «The Independent».[116]
- травень 2009 — вікіпедист Девід Бутройд, член Лейбористської партії Великої Британії, став причиною скандалу у 2009 році, коли учасник вебформу «Wikipedia Review» виявив, що той використовував облікові записи-«ляльки», а саме «Dbiv», «Fys» та «Sam Blacketer», жоден з яких не мав вказівок на його реальну особистість. Після отримання статусу адміністратора на одному обліковому записі і пізніше втрати цього статусу через зловживання, Бутройд отримав статус адміністратора на іншому обліковому записі «Sam Blacketer» в квітні 2007.[117] Пізніше в тому ж році, «Sam Blacketer» став членом Арбітражного комітету Англійської Вікіпедії.[118] Під цим обліковим записом Бутройд редагував багато статей, пов'язаних із політикою Великої Британії, включаючи статті про Девіда Кемерона, лідера його партії-суперника Консервативної партії Великої Британії.[119] Бутройду довелось скласти повноваження і як адміністратор[120] і як арбітр.[121]
- червень 2009
  - Кріс Андерсон, редактор журналу «Wired», звинувачувався журналом «Virginia Quarterly Review» у плагіаті із Вікіпедії матеріалів для своєї книги «Free: The Future of a Radical Price».[122] Андерсон стверджував, що спочатку він належним чином послався матеріал, але через розбіжності з його видавцем щодо форматування, цитований текст опинився в опублікованій роботі без лапок. Андерсон взяв на себе відповідальність за помилку.[123] Він пообіцяв, що помилки в атрибуції будуть виправлені в онлайн-версії книги та в майбутніх публікаціях.[124] Книга Андерсона захищає поняття вільного контенту, прикладом якого є Вікіпедія,[125] тому той факт, що він сплагіатив матеріал із неї, було названо «жорстокою іронією».[123]

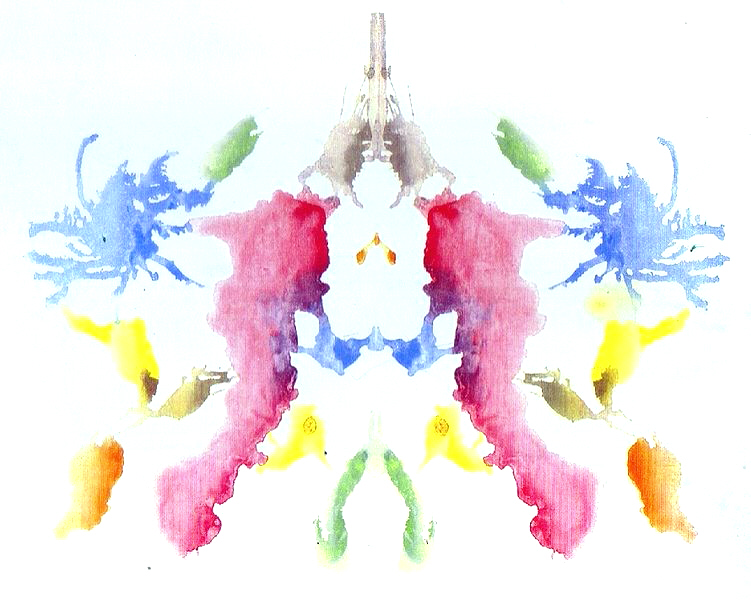
Деякі психологи рішуче заперечували проти завантаження 10 зображень теста Роршаха у червні 2009 року.

  - Деякі психологи рішуче заперечували проти завантаження 10 зображень теста Роршаха у червні 2009 року.Джеймс Гейлман, канадський лікар, завантажив до Вікіпедії всі 10 зображень, що використовуються в тесті Роршаха, на підставі того, що термін авторського права на ці зображення закінчився.[126] За цей крок Гейлман зазнав критики зі сторони психологів, які використовували тест як діагностичний інструмент, оскільки вони були стурбовані, що пацієнти можуть завчасно подивитись на зображення, і тим самим викривити свій діагноз. У відповідь на публікацію зображень Гейлманом, ряд психологів зареєстрували облікові записи у Вікіпедії, щоб вступити в онлайн-суперечку за видалення цих зображень.[127] Пізніше того ж року два психологи подали скаргу на Гейлмана до Комісії з медичного ліцензування Саскачевану, стверджуючи, що завантаження ним зображень було проявом непрофесійної поведінки.[128]
- липень 2009 — Національна портретна галерея Лондона почала юридичні дії проти редактора Вікіпедії, який завантажив понад 3 000 зображень із високою роздільною здатністю до Вікісховища із вебсайту галереї, чим, на їх думку, порушив авторське право.[129][130][131][132]
- листопад 2009 — німецькі вбивці Вольфганг Верле та Манфред Лаубер, які на той момент вже були визнані судом винними, подали до суду на Фонд Вікімедіа із вимогою прибрати їхні імена зі статті Англійської Вікіпедії про їхню жертву Вальтера Зедльмайра.[133] Німецькі закони були в цьому на їхній стороні.[134] Алекзандеру Х. Стоппу, адвокату цих двох чоловіків, вдалося змусити Німецьку Вікіпедію прибрати їхні імена зі статті. Майк Годвін відповів від імені Фонду Вікімедіа, заявивши, що організація «взагалі не редагує вміст, окрім випадків коли отримує судове рішення від компетентного суду. Якщо наші німецькі редактори вирішили вилучити імена вбивць зі статті про Вальтера Зедльмайра, ми підтримуємо їх в цьому виборі. Редактори англомовного розділу вирішили залишити імена вбивць, і ми підтримуємо їх в цьому виборі».[135]
- грудень 2009 — актор Рон Лівінгстон, зірка фільму «Офісний простір» 1999 року, подав позов до Верховного суду округу Лос-Анджелес проти невідомого редактора Вікіпедії, який неодноразово редагував статтю про Лівінгстона, додаючи до неї твердження про те, що Лівінгстон є геєм і перебуває у стосунках із чоловіком[136]. У позові також було заявлено, що відповідач створив фальшиві профілі Лівінгстона та його нібито коханця у Facebook[137]. Позов не був направлений ні проти Вікіпедієї, ні проти Facebook, але, очевидно, мав на меті надати Лівінгстону можливість отримати через судовий ордер від цих двох сайтів ідентифікуючу інформацію про анонімного відповідача.[112] Наслідком судового позову став прояв ефекту Стрейзанд і на Лівінгстона посипались звинувачення в гомофобії. Джей Волш, тодішній керівник комунікаційного відділу Фонду Вікімедіа, сказав, що «Це серйозна справа. Ми сприймаємо це досить серйозно. Ми розуміємо, що в цих статтях описані справжні люди … Статті про живих людей складно тримати в прийнятному стані. Хтось, хто є фанатом чи ворогом, може спробувати напасти на ці статті або спробувати вандалізувати їх. Це не новий сценарій для нас»[138].

## 2010 рік

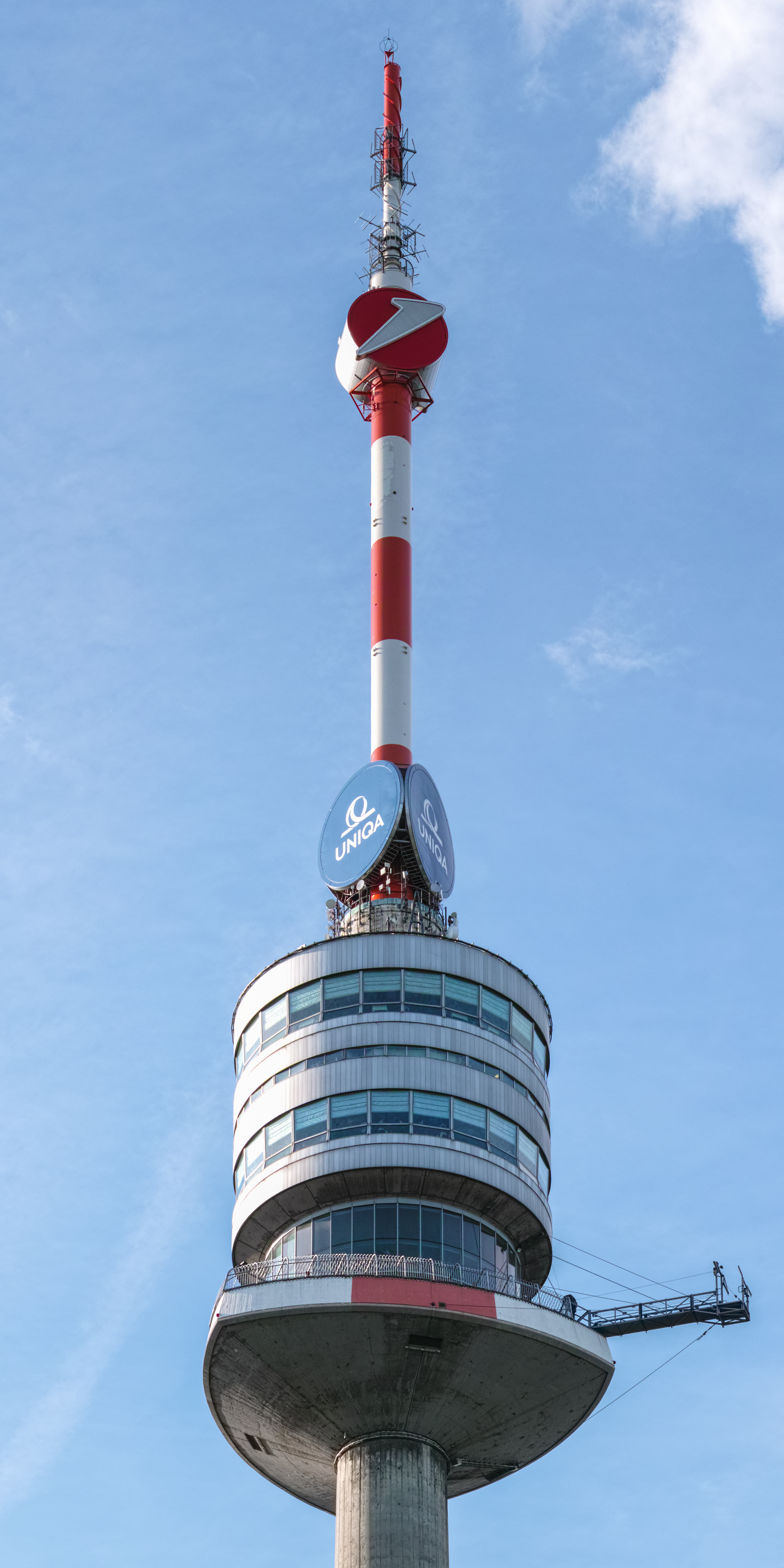
Оглядові майданчики та шпиль Дунайської вежі.

- квітень 2010 та раніше — відбулась одна з найбільших суперечок в Німецькій Вікіпедії щодо одного речення про Дунайську вежу у Відні.[139] Хоча оглядова вежа має деякі спільні архітектурні риси із Штутгартською телевежею[ru], вона ніколи не планувалася для телевізійного мовлення. Німецька Вікіпедія пройшла через приблизно 600000-символьне обговорення підхожої назви та категорії. Деякі (зазвичай австрійські) редактори заперечували проти опису Дунайської вежі як «телевежі», що вперто захищали інші редактори[139]. У своєму репортажі журнал «Шпіґель» процитував редактора, який сказав «інколи Вікіпедія краща за будь-яку мильну оперу»[139].
- квітень 2010 — співзасновник Вікіпедії Ларрі Сенгер повідомив ФБР про те, що велика кількість дитячої порнографії доступна на Вікісховищі. Сенгер сказав телеканалу «Fox News»: «я не був шокований тим, що таке знаходиться в інтернеті, але я був шокований тим, що саме на вебсайті Фонду Вікімедіа, який має бути довідковим сайтом»[140]. Інший співзасновник Джиммі Вейлз відповів, заявивши, що скоро буде опублікована рішуча заява від Фонду Вікімедіа[141]. Протягом кількох тижнів після повідомлення Сенгера, Вейлз в односторонньому порядку видалив ряд зображень, які він особисто вважав порнографічними. Односторонні дії Вейлза призвели до невдоволення з боку вікіспільноти, що в свою чергу спонукало Вейлза добровільно відмовитись від деяких своїх прав користувача[142].
- липень 2010 — одразу після закінчення чемпіонату світу з футболу президент ФІФА Зепп Блаттер був нагороджений за внесок у проведення Кубку світу південноамериканською державною нагородою — Орденом Компаньйонів О. Р. Тамбо. Вебсторінка уряду Південної Африки, яка оголошувала про видачу нагороди, назвала його «Йозефом Зеппом Беллендом Блаттером». Його повне ім'я було взято з вандалізованої статті у Вікіпедії про нього[143]. «Bellend» — це британський сленговий термін для кінчика пеніса[144].
- серпень 2010 — після того, як Федеральне бюро розслідувань попросило Вікіпедію видалити зображення герба ФБР (на підставі того, що зображення із високою роздільною здатністю може сприяти створенню фальшивих значків ФБР), адвокат Фонду Вікімедіа Майк Годвін надіслав до Бюро зухвалого листа, відмовляючи їхньому проханню і стверджуючи, що ФБР неправильно трактувало закон[145][146].

## 2011 рік
- червень 2011

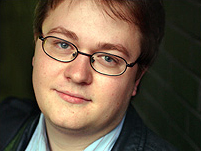
У вересні 2011 року виник скандал, коли британський письменник і журналіст Йоган Гарі зізнався, що використовував Вікіпедію для нападів на своїх опонентів, редагуючи статті про них і вставляючи вигадані дискредитуючі історії.

  - Сара Пейлін, потенційна кандидатка на посаду Віцепрезидента США, описала Пола Ревіра, героя Війни за незалежність США, як «того, хто попередив англійців, що їм не дозволять забирати нашу зброю, дзвонячи в ці дзвони»[149]. Цей опис, охарактеризований новинним сайтом US News and World Report, як «кричущі нісенітниці»[150], розпочав суперечку щодо вмісту статті Англійської Вікіпедії про Ревіра[150]. Прихильники Пейлін додавали її висловлювання та їх тлумачення до статті про Ревіра, які швидко видалялись противниками Пейлін, хоча принаймні один коментатор стверджував, що «в деяких випадках люди приписували твердження пані Пейлін, щоб познущатися з неї»[151]. За 10 днів після промови Пейлін, стаття Вікіпедії про Ревіра отримала понад пів мільйона переглядів і призвела до широкої та безрезультатної дискусії на сторінці обговорення статті та в національних ЗМІ про те, покращив чи зашкодив статті цей випадок.[149] Роберт Шлезінгер, пишучи в US News & World Report, узагальнив цей випадок, сказавши, що «Про консерватизм завжди казали, що він стояв перед історією і кричав „стоп“. Все частіше, здається, він стоїть поруч із реальністю, натискаючи кнопку „редагувати“»[150].
  - Британське видання PR Week повідомило про існування «рішали» — анонімної особи з PR-індустрії з Лондона, яка пропонувала свої послуги з «відбілювання» статей Вікіпедії для клієнтів. Цю особу звинувачували в редагуванні статей про Девіда Росса, співзасновника Carphone Warehouse, про Ендрю Девіса, голови Von Essen Group, про Девіда Роуленда, британського забудовника, про Маана Аль-Санеа, саудівського мільярдера, та про Едварда Стенлі, 19-го графа Дербі. За даними PR Week, 42 редагування були зроблені з однієї IP-адреси, більшість з яких видалили негативну чи суперечливу інформацію або додали позитивну інформацію[152][153].
- вересень 2011 — британський письменник і журналіст Йоган Гарі зізнався, що використовував Вікіпедію для нападів на своїх опонентів,[147] редагуючи статті у Вікіпедії про них під псевдонімом.[148] Використовуючи обліковий запис-«ляльку», Гарі шість років займався тролінгом, постійно виставляючи себе у вигідному світлі та додаючи хибну дискредитуючу інформацію до статей про людей, яких вважав ворогами, наприклад про Френсіса Віна, Ніка Коена, Ніла Ферґюсона та Крістіну Одоне[154], про яку він неправдиво написав, що її звільнили з роботи в «Catholic Herald». Одоне також підозрює Гарі в здійсненні анонімних редагувань, у яких вона названа антисеміткою[155].
- листопад 2011 — після того, як уряд Південно-Африканської Республіки ухвалив Закон про захист державної інформації, який зробив деякі форми висловлень незаконними, на знак протесту була змінена стаття у Вікіпедії про правлячу партію Африканський національний конгрес[156]. Протестувальники прибрали деякі фрази із критикою АНК, демонструючи що вони можуть бути незаконними за новим законом[157]. Речник АНК Кіт Хоза заперечив це, заявивши, що ці редагування «не відповідають цивілізованому суспільству»[156].

## 2012 рік

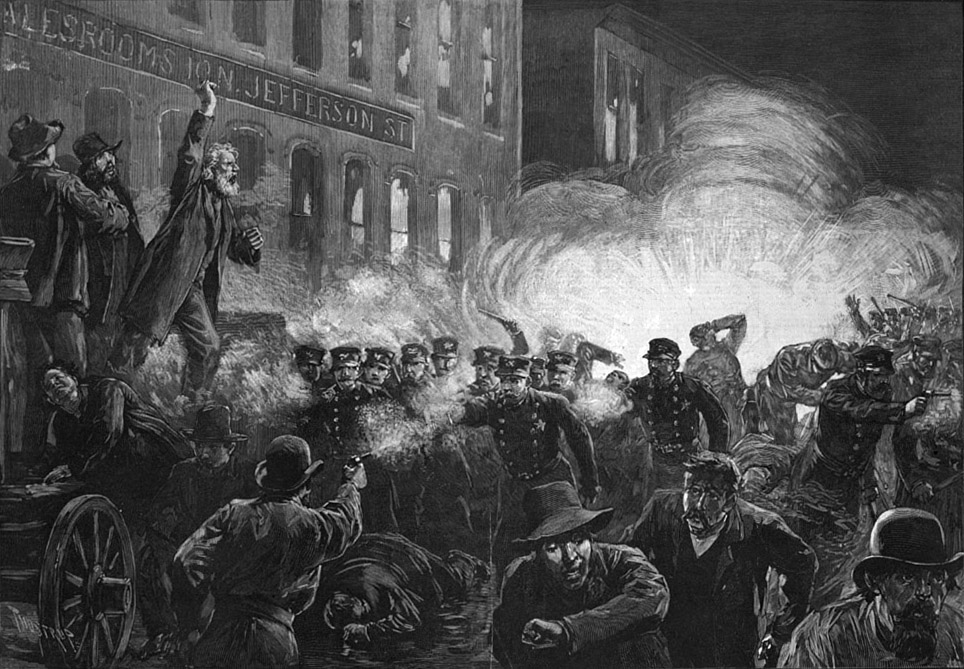
Спроби історика Тімоті Мессера-Крюзе відредагувати статтю про Виступ на площі ГеймаркетВиступ на площі Геймаркет, спричинили дискусію «правда чи перевірність» у Вікіпедії.

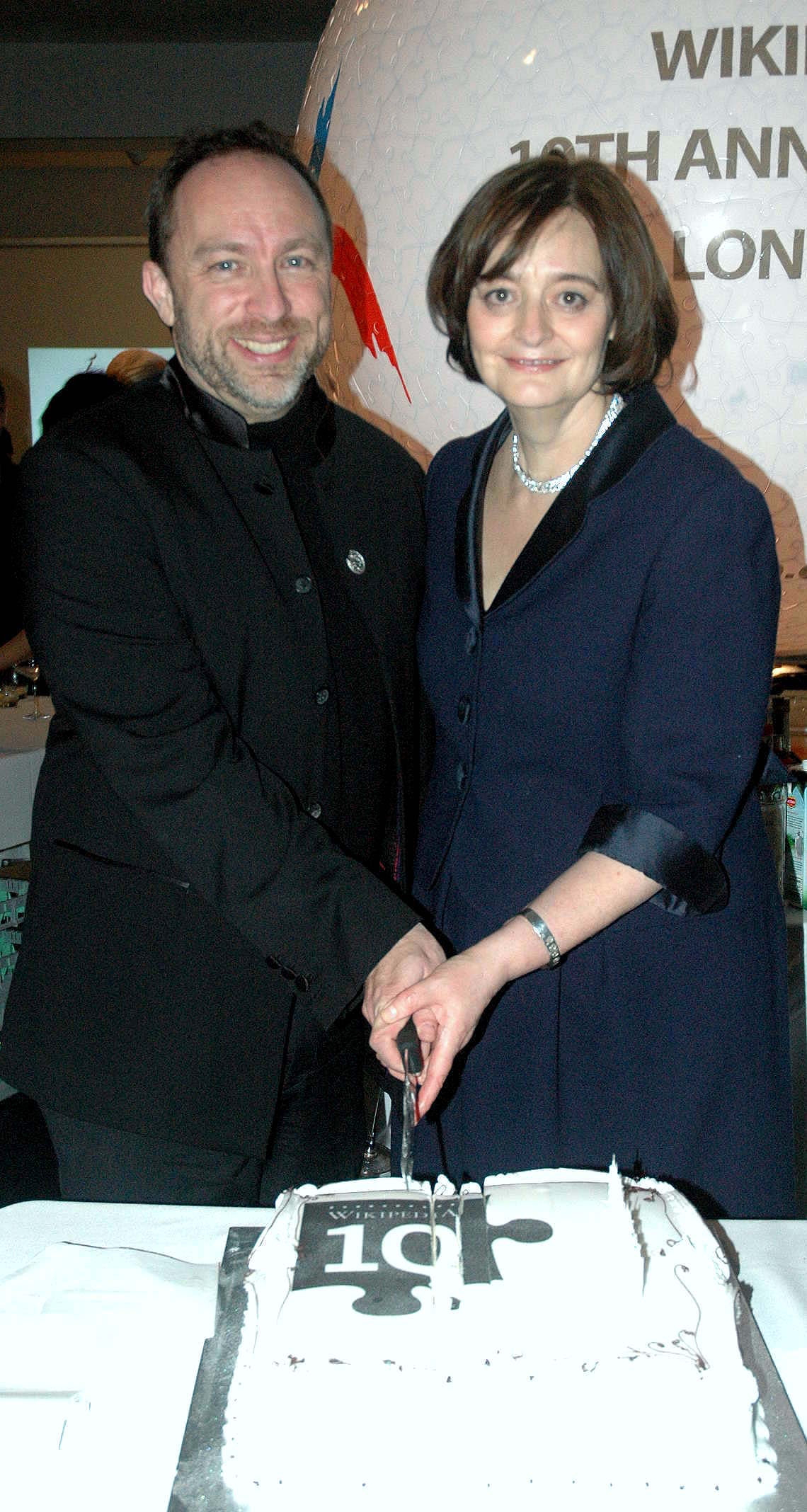
Відносини Джиммі Вейлза з Тоні та Чері Блерами стали об'єктами пильної уваги у грудні 2012 року на тлі обговорення зв'язків Блерів із урядом Казахстану.

- січень 2012 — стало відомо, що під час президентської гонки в США 2008 року виборчі штаби як Барака Обами, так і Джона Маккейна, робили суперечливі редагування до Вікіпедії.[158]
- лютий 2012 — американський історик праці Тімоті Мессер-Крузе, експерт з Виступу на площі Геймаркет, опублікував в освітньому журналі The Chronicle of Higher Education статтю, в якій розповів про свої трирічні спроби відредагувати статтю у Вікіпедії на цю тему[159]. Мессер-Крузе виявив нові першоджерела, які, на його професійну думку, ставлять під сумнів загальноприйнятий погляд на цей інцидент. У 2009 році, коли він вперше спробував відредагувати статтю, щоб включити нову інформацію, інші редактори йому сказали, що первинні джерела неприйнятні і що йому доведеться знайти опубліковані вторинні джерела[160]. Пізніше на радіостанції National Public Radio він сказав, що вирішив присвятити свій час і опублікувати в 2011 році книжку на цю тему[161]. Коли його книга була опублікована, і він повернувся, щоб нарешті додати нещодавно виявлений матеріал до статті, йому сказали, що ця інформація є поглядом меншості і їй не можна надати «зайву вагу», хоча він у своїй книзі довів, що погляд більшості є невірним щодо основних деталей справи[162]. Стівен Воллінг з Фонду Вікімедіа сказав репортеру National Public Radio, що всіх правил Вікіпедії було дотримано, заявивши, що «Ми не покладаємось на те, що кажуть окремі конкретні люди, беручи до уваги лише їх авторитет»[163]. Вчені в галузі національної безпеки Бенджамін Віттес та Стефані Люттер використали досвід Мессера-Крюса, щоб висвітлити «широке питання» про те, «чи заохочують правила Вікіпедії надмірний консерватизм щодо джерел»[160].
- березень 2012 — Бюро журналістських розслідувань виявило, що депутати Парламенту Великої Британії або співробітники парламенту зробили майже 10 000 редагувань у Вікіпедії, і що статті про майже кожного шостого депутата редагувались із парламенту[164]. Багато редагувань стосувалися вилучення неприємних деталей із Вікіпедії під час скандалу щодо витрат британського парламенту[en], а також інших суперечливих питань[165]. Британська політик Джоан Раян визнала, що редагувала статтю про себе «коли там з'являлась оманлива або неправдива інформація».[165] Клер Шорт сказала, що її співробітники були «жорсткими та чинили агресивний супротив» проти помилок та критики у статті про неї, та визнала, що вони могли редагувати цю статтю[165]. Депутат від лейбористів Фабіан Гамільтон також повідомив, що один із його помічників редагував статтю, щоб зробити її більш точною, з його точки зору[165].
- липень 2012

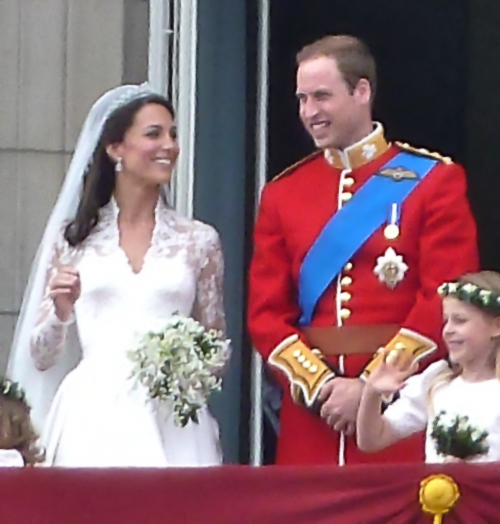
Спроби видалити статтю про весільну сукню Кейт Міддлтон призвели до суперечки в Англійській Вікіпедії яка отримала висвітлення у пресі.

  - Спроби видалити статтю про весільну сукню Кейт Міддлтон призвели до суперечки в Англійській Вікіпедії[166] яка отримала висвітлення у пресі.[167][168]Спроби видалити статтю про весільну сукню Кетрін, герцогині Кембриджської, призвели до суперечки в Англійській Вікіпедії[166] Джиммі Вейлз використав цей випадок щоб проілюструвати своє уявлення про «гендерний розрив» у Вікіпедії на Вікіманії 2012.[169] Випадок отримав певне висвітлення у пресі.[167][168].
  - Голова організації Wikimedia UK та адміністратор Англійської Вікіпедії Ешлі ван Хефтен був заблокований в Англійській Вікіпедії на 6 місяців за використання облікових записів-«ляльок» та за інші порушення норм та правил Вікіпедії[170]. Він був лише дев'ятим адміністратором Англійської Вікіпедії, який був заблокований. Правління Wikimedia UK повністю підтримувало Ешлі ван Хефтена, допоки він не покинув посаду голови організації в серпні[171][172].
- вересень 2012
  - Письменник Філіп Рот опублікував відкритого листа до Вікіпедії, в якому описував свої конфлікти зі спільнотою Вікіпедії, які виникли, коли він намагався відредагувати статтю Вікіпедії про свій роман «Людська пляма» (англ. The Human Stain): хоча персонаж Коулмана Сілка був заснований на житті Мелвіна Туміна, багато літературознавців провели паралелі між Сілком і життям Анатоля Броярда. Рот намагався прибрати твердження, що Броярд послугував прототипом для головного персонажа роману, але всі його редагування скасовувались, з аргументацією, що твердження від автора є первинними джерелами, а не вторинними[173]. Згодом адміністратор Вікіпедії Олівер Кіз написав допис у блозі, де розкритикував і Рота, і його підхід, та вказав, що ще до спроб Рота змінити статтю, у статті вже містилося цитування опублікованого інтерв'ю, в якому Рот заявив, що це прототипом для Коулмана Сілка був Тумін, а не Броярд. Олівер Кіз також зазначив, що редагування були внесені через анонімну IP-адресу, не було надано жодних доказів, які б підтверджували твердження про те, що Рот насправді брав участь[174].
  - Проєкт «Гібралтапедія», де редактори створювали статті про Гібралтар[175], потрапив під ретельну увагу через занепокоєння щодо Роджера Бамкіна, члена правління організації Wikimedia UKВікімедіа Великобританія, який очолював цей проєкт, при цьому маючи професійні стосунки з урядом Гібралтару щодо Гібралтарпедії. Основна стурбованість полягала в тому, що секція «Чи знаєте ви, що…?» могла використовуватись для рекламних цілей клієнтів Бамкіна[5][6] Бамкін під тиском спільноти залишив правління.[5].
- жовтень 2012 — Азійська Федерація Футболу, керівний орган азійського футболу, була змушена вибачитися перед футбольною командою із Об'єднаних Арабських Еміратів за те, що назвали їх «Піщанами мавпами». Фальшиве прізвисько було взято із вандалізованої статті у Вікіпедії[176][177][178].
- листопад 2012 — суддя Браян Лівсон у своєму звіті про британські стандарти преси написав: «Газета The Independent була заснована у 1986 році журналістами Андреасом Віттамом Смітом, Стівеном Гловером та Бреттом Страубом …». Він взяв інформацію про газету The Independent зі статті Вікіпедії, яка внаслідок вандалізму замість справжнього співзасновника Метью Саймондса вказувала як співзасновника якогось Бретта Страуба, невідому людину[179]. Газета The Economist сказала про звіт Лівсона: «Деякі його [звіту] частини — це копіпаста з Вікіпедії»[180].Відносини Джиммі Вейлза з Тоні та Чері Блерами стали об'єктами пильної уваги у грудні 2012 року на тлі обговорення зв'язків Блерів із урядом Казахстану.
- грудень 2012 — на сторінці обговорення користувача Джиммі Вейлза відбулася дискусія про його зв'язок з казахською організацією WikiBilim та авторитарним урядом Республіки Казахстан. Вейлз в односторонньому порядку припинив розмову, коли інші редактори Вікіпедії почали розпитувати про його дружбу з Тоні Блером, компанія якого надавала платні консалтингові послуги уряду Казахстану. Вейлз заявив, що висунені йому питання «просто абсолютно дивні та недоречні», і сказав Андреасу Колбе, модератору сайту Wikipediocracy: «будь ласка, тримайтесь подалі від моєї сторінки обговорення»[181][182].

## 2013 рік
- січень 2013 — виявлення статті про вигаданий «Біхолімський конфлікт» привернуло значну увагу ЗМІ.[183] Стаття була бездоганно оформленою, але повністю неправдивою, оскільки описувала конфлікт в індійському Гоа, якого насправді ніколи не було. Стаття навіть протягом п'яти років мала статус «доброї статті» — знак якості який присвоюється найякіснішим статтям після ретельної перевірки спільнотою, і який мають менше ніж 1 % статей.[183]
- березень 2013 — виник скандал, коли з'ясувалось, що більша частина тексту статті про британську компанію «British Petroleum» була написана її працівником[184][185].
- квітень 2013
  - Стаття про Військову радіостанцію П'єр-сюр-От у Французькій Вікіпедії привернула увагу Генерального директорату внутрішньої безпеки Франції. Директорат вимагав видалення цієї статті. Після запиту на видалення в березні 2013, Фонд Вікімедіа запитав у директорату яка саме частина статті становила проблему, зазначивши що стаття великою мірою відображала інформацію з документального фільму 2004 року, зробленого телеканалом «Télévision Loire 7», який доступний в інтернеті і який був знятий у співробітництві із Повітряними силами Франції[186][187]. Директорат відмовився надавати роз'яснення і просто повторив вимогу видалити статтю. Після цього директорат почав примушувати Ремі Матіса, адміністратора Французької Вікіпедії та президента Wikimedia France, до видалення статті[186][188], погрожуючи йому арештом. Під тиском Матіс вже ж таки видалив статтю, але вона невдовзі була відновлена іншим адміністратором, який жив у Швейцарії[189][190]. Проявився ефект Стрейзанд, внаслідок якого ця стаття на деякий час стала найвідвідуванішою статтею у Французькій Вікіпедії[191] з більш ніж 120 000 переглядів за вихідні 6 та 7 квітня 2013[192]. Ремі Матіс був названий «Вікіпедистом року» за його роль у цій історії[193].
  - Речник Роскомнадзору підтвердив, що Вікіпедію було внесено до чорного списку через статтю в Російській Вікіпедії про куріння канабісу. Розміщення сайту в чорному списку Роскомнадзору має наслідком те, що власник сайту має 24 години, щоб прибрати незаконні матеріали із сайту. Якщо сайт відмовляється прибрати інформацію, то це має наслідком блокування сайту на території Росії[194]. «Нью-Йорк таймс» у березні повідомила, що російська влада почала «вибірково» блокувати контент в інтернеті, який вважала незаконним за російським законодавством або шкідливим для дітей[195].

## 2014 рік
- січень 2014

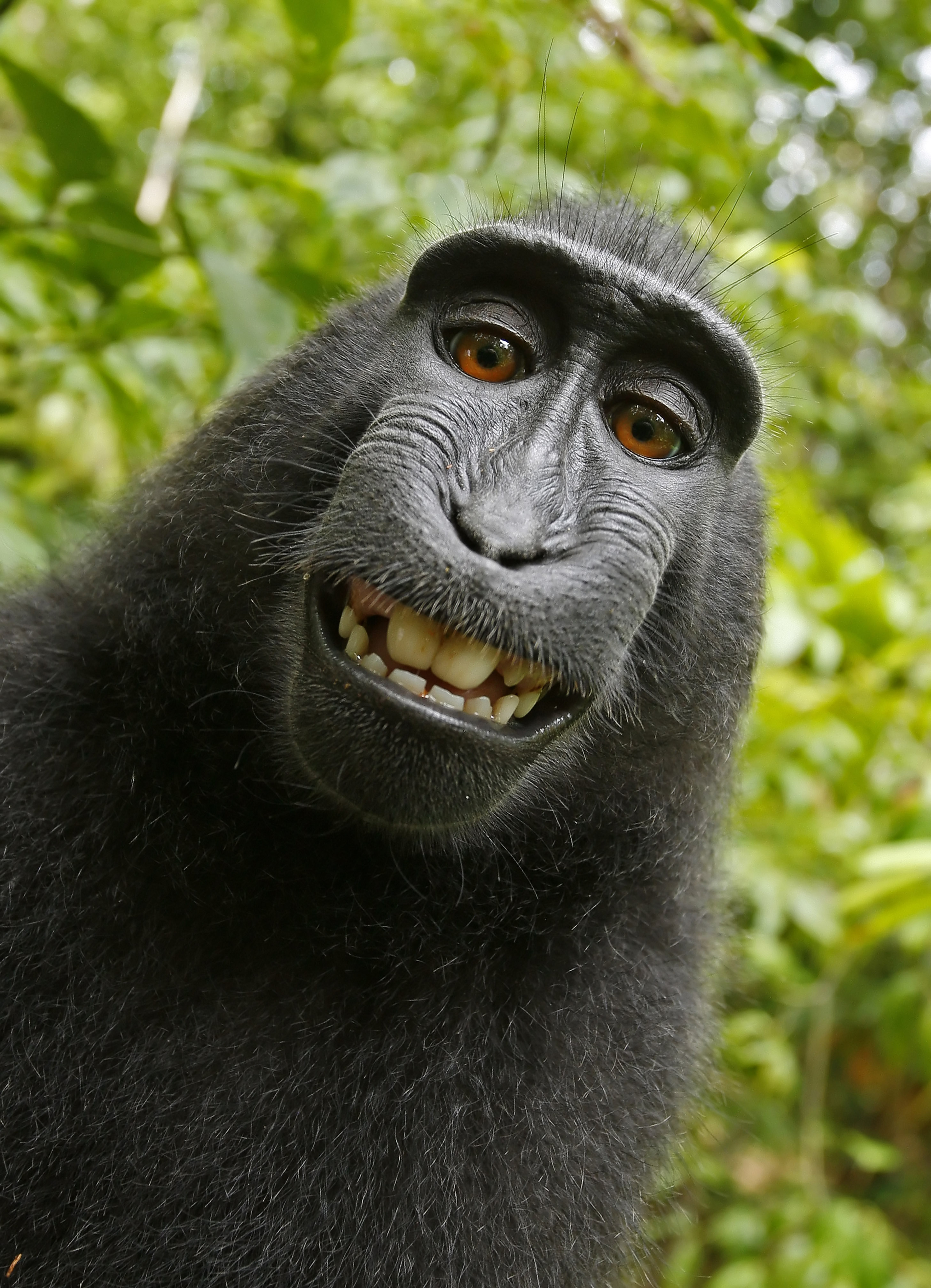
Суперечливе мавп'яче селфі.

  - Фонд Вікімедіа оголосив, що Координаторка оцінювання програм Сара Стірх «більше не є співробітником Фонду Вікімедіа», після того, як в списку розсилки Вікімедії були представлені докази того, що вона редагувала Вікіпедію за гонорари від клієнтів. Фонд Вікімедіа заявив, що така практика «несхвально сприймається багатьма в середовищі редакторів та у Фонді».[196][197]
  - Сторінку Вікіпедії про сенатора Північної Кароліни Джима Девіса було відредаговано так, що вона неправдиво повідомляла про смерть Девіса від серцевого нападу.[198]
- липень 2014
  - Газета «Daily Telegraph» повідомила, що з IP-адрес, що належать російському уряду, редагували статті про збитий літак MH17, прибираючи твердження, що саме Росія надала ракетні системи, з яких був збитий літак. Серед відредагованих статей була стаття «Список катастроф в гражданской авиации» в Російській Вікіпедії, в якій було дописано: «літак був збитий українськими солдатами».[199]
  - Журнал «Wall Street Journal» повідомив про суперечливу автоматизовану програму для написання статей під назвою Lsjbot, яка створила мільйони статей у Шведській Вікіпедії та кількох інших мовних виданнях.[200]
  - Е. Дж. Діксон, яка у 2009 році заради жарту додала неправдиву інформацію до статті Вікіпедії про персонажку популярної серії дитячих книжок Амелію Беделію, а через п'ять з половиною років із подивом дізналась, що ця інформація і досі міститься у статті, і її навіть поширювали десятки разів блоги, журналісти, академіки та автор цієї серії книжок. Вигадка полягала в тому, що Амелія нібито жила в Камеруні та колекціонувала капелюхи. Це спричинило дебати щодо надійності Вікіпедії[201] та онлайн-ресурсів загалом.[202][203][204] Після того, як цей обман став загальновідомим, IP-адресу, яку використали для додавання неправдивої інформації, заблокували у Вікіпедії.[201]
- серпень 2014 — фотограф Девід Слейтер надіслав до Вікісховища вимогу про видалення фотографії чубатої макаки (Macaca nigra), яка на його думку порушує авторське право. Фотографія була зроблена макакою самостійно на фотоапарат, який вона вкрала у Слейтера, результатом чого стало мавп'яче селфі. Фонд Вікімедіа відмовив цій вимозі, пояснюючи, що фотографія, зроблена твариною, а не людиною, перебуває у суспільному надбанні за законодавством США.[205][206] Згодом суд у Сан-Франциско підтвердив, що захист авторських прав не може бути застосований до мавпи.[207]

## 2015 рік
- січень 2015 — газета «The Guardian» повідомила, що Арбітражний комітет Англійської Вікіпедії заблокував п'ятьох редакторів, які порушували правила сайту в статтях, пов'язаних із гендерною тематикою на тлі Геймергейту[208] Про це також писали видання «Gawker»,[209] «Inquisitr»,[210] «Think Progress»,[211][212] «The Mary Sue»,[213] «de Volkskrant»[214] та «Wired Germany».[215][216] Фонд Вікімедіа так само опублікував заяву у своєму блозі.[217]. 28 січня Арбітражний комітет виніс остаточну ухвалу у справі, в якій одного досвідченого редактора заблокували, а іншим редакторам заборонили редагувати статті, пов'язані із Ґеймерґейтом або гендерною тематикою[218].
- лютий 2015 — Арбітражний комітет Англійської Вікіпедії заблокував адміністратора, відомого як Wifione після звинувачень у тому, що він чи вона роками маніпулював статтею про Індійський інститут планування та менеджменту, у якого, як виявилося, немає відповідної акредитації[219][220][221] Інститут використовував статтю у Вікіпедії як маркетинговий інструмент.[219]. Індійський журналіст Махесвар Пері сказав: «На мою думку, дозволяючи цьому тривати так довго, Вікіпедія зламала життя десь 15 тисячам студентів»[219].
- червень 2015 — адміністратор Англійської Вікіпедії відомий як Chase me ladies, I'm the Cavalry, в реальності ліберальний демократ Річард Саймондс[222], був позбавлений посилених прав користувача після того як Арбітражний комітет Англійської Вікіпедії з'ясував, що той неправомірно заблокував обліковий запис, помилково вважаючи, ніби він належить Гранту Шеппсу, голові Консервативної партії Великої Британії. Арбітражний комітет заявив, що цей обліковий запис неможливо пов'язати із жодною конкретною особою[223].
- вересень 2015 — Вікіпедія потрапила у скандал із "обліковими записами Orangemoody"[en], коли з'ясувалося, що сотні підприємств та знаменитостей зіткнулися з вимогами оплати від редакторів-шахраїв за публікацію, захист або оновлення статей у Вікіпедії на них[224].
- листопад 2015 — як повідомило видання «Washington Examiner» разом із декількома іншими виданнями, редактори, пов'язані із документальним фільмом «The Hunting Ground», який розповідає про зґвалтування в кампусах університетів, виправляли у Вікіпедії факти таким чином, щоб вони відповідали фактам, наведеним у фільмі[225]. У відповідь на це, Джиммі Вейлз розпочав на своїй сторінці обговорень дискусію про людей, які редагують, маючи конфлікт інтересів: «Я давно виступаю за те, щоб ми набагато швидше і набагато серйозніше реагували на редакторів із конфліктами інтересів. Звичайні заперечення (щодо дечого, я думаю, більшість людей зі мною погодиться) полягають в тому, що їх [редакторів] важко виявити, але в цьому випадку конфлікт інтересів був помічений, були висунені попередження, але нічого не було зроблено»[226].

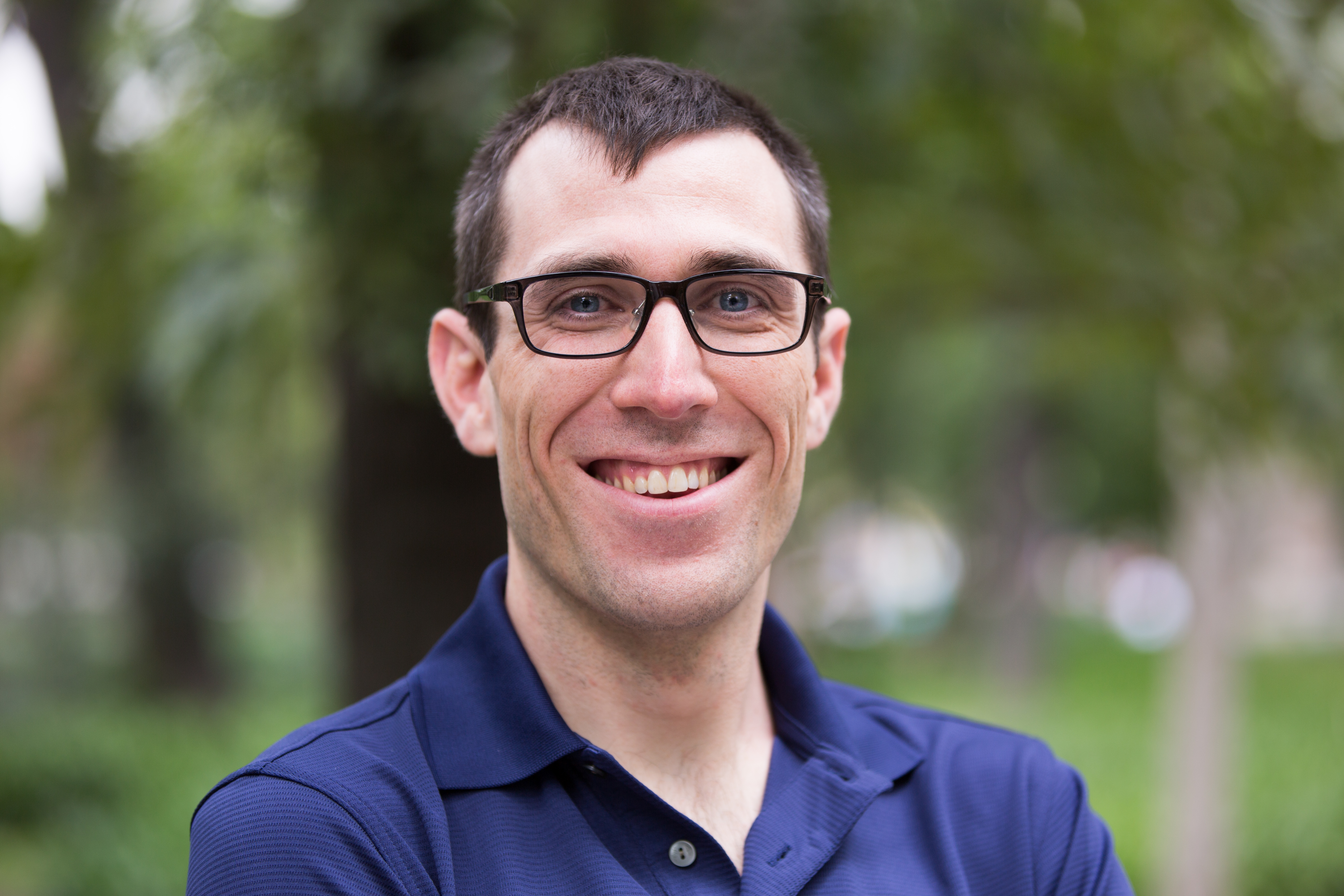
Звільнення Джеймса Гейлмана з Ради повірених Фонду Вікімедіа посилило напруженість між радою та спільнотою редакторів Вікіпедії у грудні 2015 року.

- Звільнення Джеймса Гейлмана з Ради повірених Фонду Вікімедіа посилило напруженість між радою та спільнотою редакторів Вікіпедії у грудні 2015 року.грудень 2015 — 28 грудня Рада повірених Фонду Вікімедіа проголосувала за вилучення зі свого складу Джеймса Гейлмана. Він був одним із трьох членів ради, обраних спільнотою редакторів Вікіпедії у травні того ж року. Незрозумілі обставини його усунення призвели до ряду дискусій, в яких висловлювалась критика на адресу Ради повірених, посилюючи давню напруженість між нею та спільнотою редакторів[227][228]. Гейлман припустив, що ключовою мотивацією до його усунення було проведення ним внутрішнього розслідування з метою оприлюднення гранту від «Knight Foundation[en]»[229].

## 2016 рік
- січень 2016 — 5 січня Фонд Вікімедіа оголосив про запрошення Арнона Гешурі, віце-президента з питань людських ресурсів компанії Tesla Motors, до своєї Ради повірених.[230] Призначення було сприйняте як суперечливе серед редакторів Вікіпедії через його попередню роль в компанії Google, де він брав участь в укладенні угоди між технологічними компаніями, яка була скасована[en] Міністерством юстиції США як така, що порушує антимонопольне законодавство.[231] Майже 300 редакторів підписали вотум недовіри, закликаючи до його усунення з ради.[232][233][234] 27 січня голова ради Патрісіо Лоренте оголосив, що Гешурі залишить посаду.[235]
- лютий 2016 — 25 лютого внаслідок тиску від «повстання спільноти», виконавчий директор Фонду Вікімедіа Лайла Третіков пішла з організації. Джерела називали головною причиною цього стурбованість щодо недостатньої прозорості організації щодо пропозиції розробки нової пошукової системи, яка була сприйнята багатьма як така, що не входить до завдань організації.[236][237][238]

## 2018 рік
- травень 2018 — в травні 2018 року користувач Англійської Вікіпедії Bradv відхилив чернетку статті про канадського лазерного фізика Донну Стрікленд, аргументуючи це тим, що вона не є достатньо значимою. Стаття з'явилась лише після того, як дослідниця отримала Нобелівську премію з фізики у жовтні 2018 року.[239]
- вересень 2018 — 27 вересня 2018 року особисті дані американських сенаторів Ліндсі Ґрема, Майка Лі та Орріна Гетча були додані до відповідних статей у Вікіпедії під час слухання щодо кандидатури Бретта Кавано до Верховного суду США. Інформація включала їх домашні адреси та номери телефонів та була додана із мережі, розташованої в межах Палати представників США. Невдовзі після цього, редагування були вилучені з Вікіпедії та приховані від публічного перегляду[240][241]. Ці редагування були зафіксовані та автоматично розміщені ботом на публічній сторінці Twitter. Twitter невдовзі видалив цей твіт та тимчасово закрив обліковий запис[242]. Внутрішнє розслідування встановило особу, яка зробила ці редагування. Цією особою виявився 27-річний Джексон А. Коско, співробітник Конгресу, робота якого оплачувалась зовнішньою установою. Його було заарештовано та звинувачено у численних злочинах, пов'язаних із цим інцидентом[243][244]. Пізніше він був засуджений до 4 років ув'язнення за доксинг (він мав намір залякати конгресменів за допомогою розкриття їхніх особистих даних), а також за крадіжку особистих даних працівників Конгресу[245].

## 2019 рік
- січень 2019 — 11 січня 2019 року, у розпал президентської кризи у Венесуелі, венесуельська державна компанія CANTV почала повне блокування Вікіпедії, яке зачепило 1,5 мільйона користувачів.[246]
- травень 2019 — в травні 2019 року маркетингове агентство «Leo Burnett Worldwide», яке надавало послуги бразильському відділу компанії The North Face, зізналося, що його співробітники свідомо заміняли у Вікіпедії фотографії популярних туристичних місць на аналогічні, але на яких добре видно продукцію «The North Face», намагаючись просунути цю продукцію в результатах пошуку. Після широкого резонансу у ЗМІ та критики з боку Фонду Вікімедіа, «The North Face» припинили кампанію та вибачились за неї, а заміни фотографій були скасовані.[247]
- червень 2019 — 10 червня 2019 року адміністратор Англійської Вікіпедії відомий як Fram був заблокований працівником Фонду Вікімедіа строком на 1 рік без надання пояснень.[248] Це було перше в історії часткове блокування здійснене Командою довіри та безпеки Фонду Вікімедіа.[248] За словами Джозефа Бернштайна, репортера видання «BuzzFeed News», це відбулося без належної процедури і Фонд Вікімедіа «не розголосив ні скаржника, ні саму скаргу» спільноті.[248] Члени спільноти редакторів почали висловлювати своє обурення тим, що Фонд Вікімедіа не надав конкретних фактів, а також висловили сумнів у тому що Fram заслуговує блокування. Була створена внутрішня вікіпедійна сторінка обговорення під назвою «Реакція спільноти на блокування Fram'а Фондом Вікімедіа» (англ. Community response to the Wikimedia Foundation's ban of Fram) для обговорення цього скандалу. Ця сторінка за декілька тижнів перевищила 470 000 слів, що більше за обсяг роману «Гра престолів».[249] Інший адміністратор розблокував Fram, пізніше посилаючись на «переважну підтримку спільноти», але Фонд Вікімедіа відновив блокування.[248] Потім ще один адміністратор ще раз розблокував Fram.[248] Через три тижні, 21 адміністратор Англійської Вікіпедії склав права адміністратора на знак протесту.[249] 30 червня Арбітражний комітет Англійської Вікіпедії опублікував відкритого листа до Фонду Вікімедіа якому підтвердив та транслював незадоволення спільноти. 2 липня Фонд Вікімедіа опублікував заяву в якій, згадуючи про «токсичну поведінку» та «переслідування», погодився на перегляд блокування Fram'а Арбітражним комітетом. В такому самому тоні була і заява Кетрін Маєр,[250] виконавчої директорки Фонду Вікімедіа, від 3 липня, в якій було сказано, що «є речі, які Фонд Вікімедіа міг би зробити краще».
- липень 2019 — в Російській Вікіпедії була виявлена група з 12 користувачів («ляльок» та мітпапетів), які координували свої редагування, в яких вони хвалили діючих російських державних службовців (в основному губернаторів) та оббріхували російських опозиційних активістів, особливо лідерів Фонду боротьби з корупцією Олексія Навального і Любов Соболь, російські неурядові ЗМІ та журналістів опозиційних до російського уряду (наприклад Аркадія Бабченка та Євгенію Альбац), використовуючи як джерела майже виключно статті зі ЗМІ, що належать Євгену Пригожину — олігарху, який, як повідомляється, дуже близький до Володимира Путіна[251][252] та якого пов'язують із мережою ботів у соцмережах які займаються оплачуваною державою пропагандою в інтернеті[253]. Цих користувачів спочатку помітив редактор, який побачив, що вони майже одночасно подали заявки на посилені права користувачів.
- жовтень 2019 — ізраїльська газета «Гаарец» виявила, що в статті про Варшавський концентраційний табір в Англійській Вікіпедії протягом 15 років була вказана неправдива інформація про те, що цей табір був табором смерті (насправді він був лише трудовим табором), звідки ця інформація мігрувала до інших статей та навіть була цитована в ЗМІ[254][255][256].

## 2020 рік
- серпень 2020 — користувач Reddit привернув увагу до того, що адміністратор шотландської Вікіпедії, який створив десятки тисяч статей, насправді не володіє шотландською мовою. Ці статті були написані спотвореною англійською, або машинно перекладені з англійської Вікіпедії.[257] Користувачі Вікімедіа обговорювали набір волонтерів для виправлення цих статей, відхилення всього внеску адміністратора та навіть перезапуск шотландської Вікіпедії, оскільки зміни зачеплять майже половину статей. Газета «The Guardian» пов'язувала проблему із системними проблемами культури Вікіпедії, пояснюючи, що деяким адміністраторам надається влада на основі суто обсягу їхніх редагувань (а не їхньої якості).[258] Робін Шпіер, провідний учений компанії «Luminoso», висловив стурбованість тим, що корпорації, які використовували Вікіпедію для навчання штучного інтелекту шотландській мові, отримали неякісний, хибний матеріал.[259]
- вересень 2020 — «The Guardian» опублікувала результати експерименту, проведеного економістами з Collegio Carlo Alberto в Італії та ZEW в Німеччині, де вони вивчали вплив Вікіпедії на туризм. Дослідники повідомили, що додавання фотографій у випадкові статті про іспанські міста збільшило на 9 % кількість туристів, які вирішили провести в тих містах ніч. Унаслідок публікації дослідницькій групі заборонили вносити зміни до голландської Вікіпедії.[260][261]

## 2021 рік
- листопад 2021 — статтю «Масові вбивства за комуністичних режимів» у англомовній Вікіпедії було висунуто на вилучення, редактори, які його підтримали, стверджували, що вона має «упереджену антикомуністичну точку зору, і не слід вдаватися до огульних припущень про те, що події спричинені якою-небудь конкретною ідеологією», а «поєднання різних елементів дослідження для створення „синтезу“, є оригінальним дослідженням і тому порушує правила Вікіпедії.»[262] Історик Роберт Томбс розкритикував ці дії, назвавши їх «морально невиправданими», і такими ж поганими, як заперечення Голокосту, оскільки «зв'язок ідеології та вбивства є самим стрижнем того, чому ці речі важливі». Він заявив, що прочитав сторінку Вікіпедії, і вона здалася йому «обережною та виваженою». Тому спроби її усунути можуть бути «лише ідеологічно мотивовані — обілити комунізм». Інші редактори та користувачі Вікіпедії в соціальних мережах виступили проти вилучення статті[263]. Номінація статті на вилучення привернула значну увагу консервативних ЗМІ. Американський консервативний аналітичний центр «Heritage Foundation» назвав аргументи, висловлені на користь вилучення, «абсурдними та антиісторичними»[264]. 1 грудня 2021 року колегія з чотирьох адміністраторів постановила, що обговорення не дало єдиної думки, тому зберігається статус-кво і статтю не буде видалено. Обговорення щодо вилучення цієї статті було найбільшим в історії Вікіпедії[265].
- Того ж місяця виявилося, що стаття про серійного вбивцю Натаніеля Вайта в англійській Вікіпедії кілька років містила фото іншого чоловіка з таким самим іменем і прізвищем. Хибне фото вперше з'явилося в програмі телеканалу Discovery «Зло живе тут» 13 серпня 2018 року, після чого було додане до Вікіпедії та стало видаватися в результатах пошуку Google. Чоловік жив у страху, що його переслідуватимуть задля помсти та подав на Discovery та інші ресурси, що користувалися його фото, до суду. Проте суд постановив, що ті «не несуть відповідальності за збитки», завдані Вайту[266].

## 2022 рік

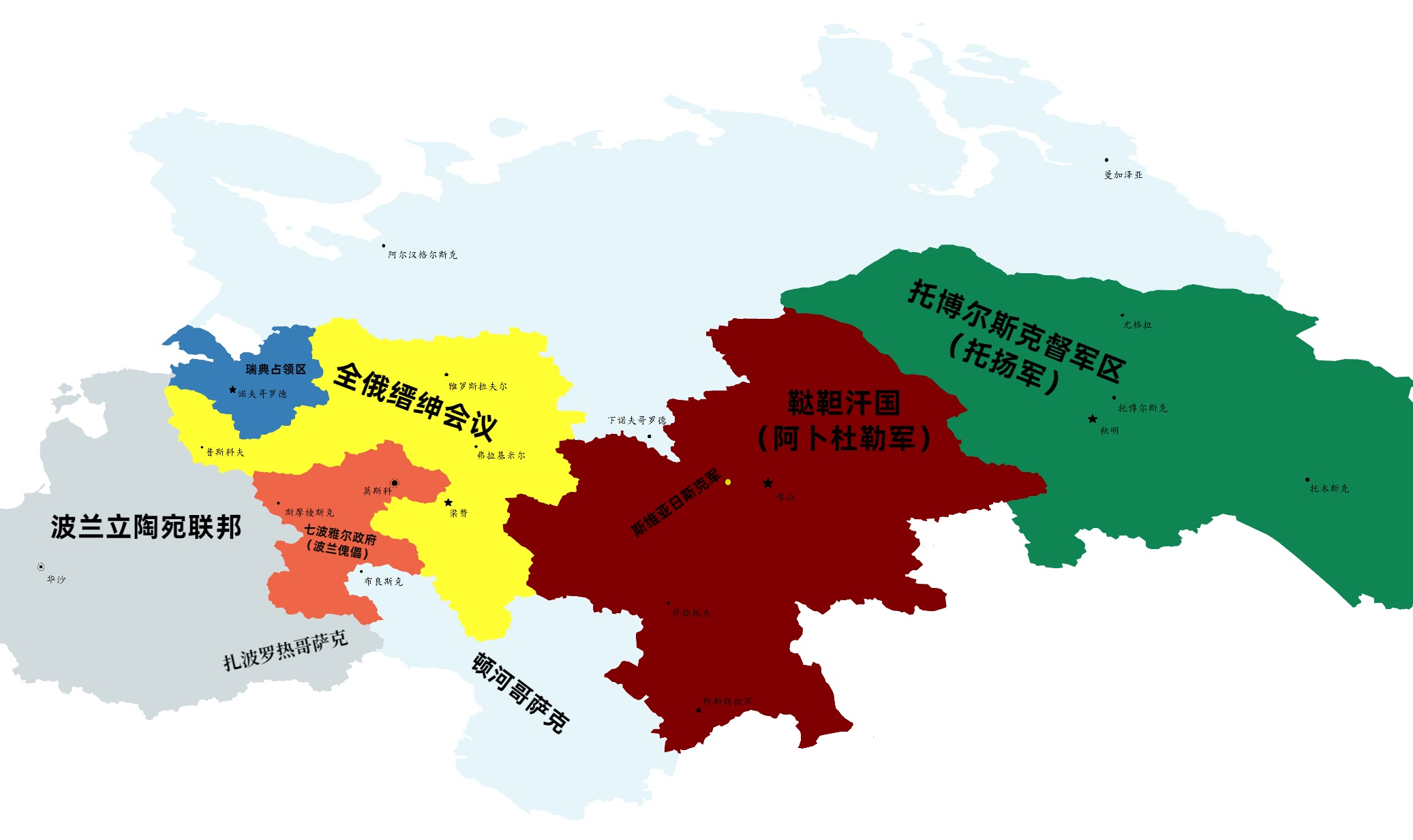
Фальшива карта «Татарського повстання 1611 року», створена користувачкою Zhemao

- червень 2022 — містифікації Чжемао. Письменник-фантаст Іфань[уточнити] виявив, що у Вікіпедії китайською мовою існує стаття про війну між Московським і Тверським князівствами за велику срібну копальню Кашин між 1305 та 1485 рр., про яку не вдалося знайти наукових досліджень. Власне розслідування засвідчило, що такої війни не було, а стаття створена користувачкою Вікіпедії Zhemao, домогосподаркою, що з 2010 року додавала в статті з історії Китаю та Росії вигадані твердження. Всього Zhemao створила 206 статей-фальшивок. Журналісти та інші редактори відзначили правдоподібність фальшивок, де реальні події змішувалися з вигадкою та підкріплювалися ілюстраціями (сфабрикованими картами або зображеннями, що стосуються інших подій). Як наслідок, їх було перекладено англійською, російською та арабською мовами. За словами представників Wikimedia, «такий специфічний тип поведінки у Вікіпедії не є поширеним». За підсумками обговорення більшість статей Zhemao було видалено, а користувачку назавжди заблоковано. Свої дії Zhemao пояснила бажанням заповнити прогалини у власних ранніх вікіпедійних текстах[267][268].
- липень 2022 — дослідники МІТ довели, що наявність у Вікіпедії статей про відомі судові справи впливала на винесення нових вироків. Справи, про які існували статті, на 20 % частіше згадувалися як прецеденти. Для дослідження науковці використали понад 150 статей про рішення Верховного суду Ірландії, які спеціально для цього написали студенти юридичного факультету МІТ. Найбільше Вікіпедією користувалися суди нижчої інстанції. Керівник групи дослідників Ніл Томпсон прокоментував це відкриття: «Те, що суди та їхні співробітники використовують Вікіпедію, викликає занепокоєння, особливо якщо інформація, яку вони там знаходять, ненадійна»[269].

## 2023 рік
- лютий 2023 — у звіті онлайнової газети Вікіпедії «The Signpost» містилася інформація, що індійський конгломерат Adani Group найняв незадекларованих платних редакторів для написання та редагування пов'язаних із ним сторінок Вікіпедії, щоб створити собі позитивніший образ[270][271].
- березень 2023 — виявилося, що зображення прапора Ватикану, широко використовуване у Вікіпедії, містить помилку. Воно демонструвалося кілька разів, у 2006—2007 і 2017—2022 роках. Помилка полягає в червоному диску в нижній частині папської тіари, а також неправильному відтінку жовтого на частинах герба. Хибне зображення поширювалося на численних вебсайтах і товарах[272].

## 2024 рік
- січень 2024 — у звіті лондонської газети «The Times» стверджувалося, що уряд Ірану видаляє у Вікіпедії мовою фарсі тексти, пов’язані з порушеннями прав людини в Ірані та дискредитує іранські дисидентські групи[273].